# Strambinello
Strambinello (piemontesisch Strambinel) ist eine italienische Gemeinde in der Metropolitanstadt Turin (TO), Region Piemont.

## Lage und Einwohner
Strambinello liegt rund 50 km nördlich von Turin. Das Gemeindegebiet umfasst eine Fläche von 2 km² und hat 249 Einwohner (Stand 31. Dezember 2023). 
Die Nachbargemeinden sind Vistrorio, Quagliuzzo, Baldissero Canavese und Torre Canavese.

## Geschichte

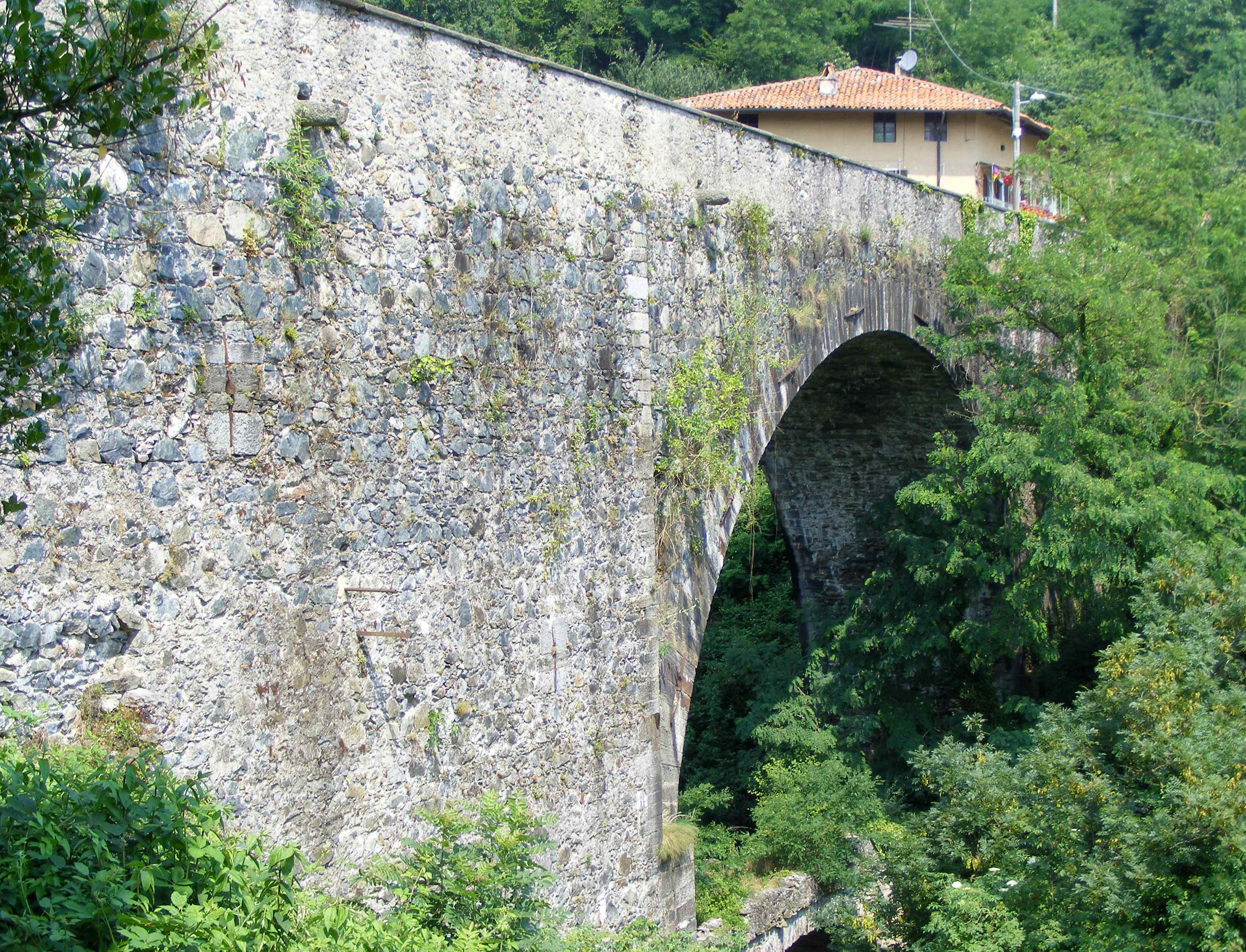
Ponte Preti

Der erstmals im Jahr 1175 erwähnte Ortsname ist eine Verkleinerungsform von Strambinus, das sich wiederum vom lateinischen Strambus „krumm“ ableitet, was aller Wahrscheinlichkeit nach durch die Lage der Stadt am steilen Hang begründet wird. Es war Lehen der Grafen von Castellamonte und später der Grafen von San Martino und nahm am Tuchinaggio, dem Volksaufstand des 14. Jahrhunderts, teil, der das gesamte Canavese-Gebiet erfasste und der Gemeinde großen Schaden zufügte, einschließlich der Zerstörung der Burg. Damit folgte es dem Schicksal der anderen Dörfer in der Gegend von Canavese. Nach der Zerstörung durch die Kämpfe zwischen Welfen und Ghibellinen erlangten sie unter der Herrschaft des Hauses Savoyen ab der Mitte des 14. Jahrhunderts wieder eine gewisse politische Ruhe.
Das Schloss Strambinello ist vom Rest der Stadt isoliert, da es in strategischer Lage als Außenposten für die anderen Castelli della Pedanea erbaut wurde. Parella und Loranzè auf der einen Seite und Pramonica auf der anderen. Die Ursprünge des Schlosses sind sehr alt: Das erste schriftliche Dokument, das seine Existenz bezeugt, stammt aus der Mitte des 12. Jahrhunderts. in den 1980er Jahren wurde das Schloss in einem trostlosen Zustand von privater Hand übernommen und renoviert. Es kann nun als Unterkunft benutzt werden.
Sein ältester Teil ist sehr malerisch und gruppiert sich um einen mittelalterlichen Turm. Von großem Interesse ist die sogenannte Priesterbrücke aus dem 19. Jahrhundert, die zusammen mit den beiden anderen Brücken über den Bach dem Ort einen besonderen Reiz verleiht. Erwähnenswert ist schließlich die kürzlich erbaute Pfarrkirche des Bischofs Sant’Ilario.